# Heilika von Lengenfeld

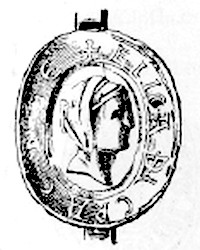
Siegel Heilikas von Lengenfeld

Heilika von Lengenfeld (auch Eilika; * um 1103; † 14. September 1170 in Lengenfeld; begraben im Kloster Ensdorf) war durch Ehe Pfalzgräfin von Bayern.
Sie war eine der beiden Töchter des Edelfreien (oder Grafen) Friedrich III. von Pettendorf-Lengenfeld-Hopfenohe, der 1112/1119 ohne männlichen Erben starb. Ihre Mutter, angeblich Heilika von Schwaben, wurde als Tochter Herzog Friedrichs I. von Schwaben angesehen. Diese These beruht aber auf Missinterpretationen und Belegfälschungen des Historikers Hansmartin Decker-Hauff und kann so nicht weiter aufrechterhalten werden.
Sie heiratete den Grafen Otto V. von Scheyern († 1156), der Pfalzgraf von Bayern war und 1124 die pfalzgräfliche Residenz von der Burg Scheyern auf die Burg Wittelsbach bei Aichach verlegte.
Ihr gemeinsamer Sohn Otto „der Rotkopf“ (* um 1117; † 1183) folgte seinem Vater als Graf Otto VIII. von Scheyern, als Graf Otto V. von Wittelsbach, und als Pfalzgraf Otto VI. von Bayern.  Nach dem Sturz Heinrichs des Löwen 1180 erhielt er von Kaiser Friedrich Barbarossa das Herzogtum Bayern zu Lehen und nannte sich daraufhin Herzog Otto I. von Bayern.  Mit ihm begann die Herrschaft der Wittelsbacher in Bayern, die bis zum Jahre 1918 dauerte.
Ihre Tochter Hedwig (* um 1117; † 16. Juli 1174) heiratete um 1135 den späteren Herzog von Meranien und Markgrafen von Istrien-Krain, Berthold V. (* um 1112; † 14. Dezember 1188); seit 1151 Graf von Andechs, seit 1157 auch Graf von Dießen-Wolfratshausen.
Heilikas Schwester Heilwig war mit dem Grafen Gebhard I. von Leuchtenberg († 1146) vermählt, der durch diese Heirat die Herrschaft Waldeck erbte.

## Nachweise
1. ↑  Ludwig Brandl (1968): Heimat Burglengenfeld. Geschichte einer Stadt. Burglengenfeld: Stadt Burglengenfeld, S. 45.
2. ↑  Tobias Weller: Die Heiratspolitik des deutschen Hochadels im 12. Jahrhundert. Böhlau, Köln 2004, ISBN 3-412-11104-X, S. 29–34, 211–220; Tobias Weller: Auf dem Weg zum „staufischen Haus“. Zu Abstammung, Verwandtschaft und Konnubium der frühen Staufer. In: Hubertus Seibert, Jürgen Dendorfer (Hrsg.): Grafen, Herzöge, Könige. Der Aufstieg der Staufer und das Reich (1079–1152). Ostfildern 2005, S. 41–63, hier S. 56–63 (online).